# Hilaroleopsis dimidiata
Hilaroleopsis dimidiata är en skalbaggsart som först beskrevs av Bates 1881.  Hilaroleopsis dimidiata ingår i släktet Hilaroleopsis och familjen långhorningar.
Artens utbredningsområde är Costa Rica. Inga underarter finns listade i Catalogue of Life.